# Eleição da cidade-sede dos Jogos Olímpicos de Verão de 1992
A eleição da cidade-sede dos Jogos Olímpicos de Verão de 1992 ocorreu em 17 de outubro de 1986, durante a 91ª Sessão do COI, realizada em Lausanne, Suíça. Seis cidades eram candidatas:
- Amsterdã
- Barcelona
- Belgrado
- Birmingham
- Brisbane
- Paris

A votação seguiu o procedimento habitual: na primeira rodada, cada membro do COI com direito a voto escolheria uma das seis candidatas. No final, caso nenhuma atingisse a maioria absoluta, a menos votada era eliminada e a votação recomeçava com as restantes, até que essa condição fosse satisfeita, o que, neste caso, ocorreu na terceira rodada, com a vitória de Barcelona:
| Cidade     | CON           | 1ª rodada | 2ª rodada | 3ª rodada |
| ---------- | ------------- | --------- | --------- | --------- |
| Barcelona  | Espanha       | 29        | 37        | 47        |
| Paris      | França        | 19        | 20        | 23        |
| Brisbane   | Austrália     | 11        | 9         | 10        |
| Belgrado   | Iugoslávia    | 13        | 11        | 5         |
| Birmingham | Reino Unido   | 8         | 8         | -         |
| Amsterdã   | Países Baixos | 5         | -         | -         |